# Водобег
Водобег — деревня в Опочецком районе Псковской области. Входит в состав Глубоковской волости.
Расположена к юго-востоку от озера Каменное, в 37 км к юго-востоку от города Опочка и в 8 км к востоку от волостного центра, деревни Глубокое.
Численность населения по состоянию на 2000 год составляла 16 человек.